# Ichiko
Ichiko (イチコ?; 16 febbraio 1970) è una cantante e compositrice giapponese.
Ha interpretato diversi brani utilizzati per l'animazione.

## Discografia

### Singoli
1. Koi no mahō (Pubblicato il 19 novembre 2003)
  1. Koi no mahō (Sigla di apertura della serie TV anime Maburaho)
  2. We'd get there someday (Sigla di chiusura della serie TV anime Maburaho)
2. First Kiss (Pubblicato il 26 luglio 2006)
  1. First Kiss (Sigla di apertura della prima stagione della serie TV anime Zero no tsukaima)
  2. Treasure (Sigla di apertura del videogioco per PlayStation 2 Zero no Tsukaima ~Koakuma to Harukaze no Concerto~)
3. Rise (Pubblicato il 21 marzo 2007)
  1. RISE (sigla di apertura della serie TV anime Rocket Girls)
  2. Waratte! (sigla di chiusura per l'episodio 12 della serie TV anime Rocket Girls)
  3. Chikai (Insert song nella serie TV anime Rocket Girls)
4. Chiisana bokura no ōki na heart (Pubblicato il 20 giugno 2007)
  1. Chiisana bokura no ōki na HEART (Sigla di apertura della serie TV anime Kodai Ōja Kyōryū Kingu Dī Kizzu Adobenchā: Yokuryū Densetsu)
  2. 1 2 3 4 Go Go GOoooo!!! ~Kyouryuu Kazoeuta~ (Image song della serie TV anime Kodai Ōja Kyōryū Kingu Dī Kizzu Adobenchā: Yokuryū Densetsu)
5. I Say Yes (Pubblicato il 25 luglio 2007)
  1. I SAY YES (Sigla di apertura della seconda stagione della serie TV anime Zero no tsukaima)
  2. LOVE Imagination (Sigla di apertura del videogioco per PlayStation 2 Zero no Tsukaima ~Muma ga Tsumugu Yokaze no Gensoukyoku~)
6. You're the One (Pubblicato il 23 luglio 2008)
  1. YOU'RE THE ONE (Sigla di apertura della terza stagione della serie TV anime Zero no tsukaima)
  2. Sweet Angel (Sigla di apertura del videogioco per PlayStation 2 Zero no Tsukaima ~Maigo no Period to Ikusen no Symphony~)
7. I'll Be There for You (Pubblicato il 1º febbraio 2012)
  1. I'LL BE THERE FOR YOU (Sigla di apertura della quarta stagione della serie TV anime Zero no tsukaima)
  2. Endless Romance

### Album
- Ichiko the Best-One (4 febbraio 2009)